# Bratačić
Bratačić (em cirílico: Братачић) é uma vila da Sérvia localizada no município de Osečina, pertencente ao distrito de Kolubara. A sua população era de 258 habitantes segundo o censo de 2011.

## Demografia
| 1948 | 1953 | 1961 | 1971 | 1981 | 1991 | 2002 | 2011 |
| ---- | ---- | ---- | ---- | ---- | ---- | ---- | ---- |
| 541  | 534  | 498  | 468  | 430  | 328  | 310  | 258  |